# Leabhar Mór Leacain
Leabhar Mór Leacain („Das große Buch von Lecan“), englisch The Great Book of Lecan ist der Titel eines mittelalterlichen Sammelwerkes, das zwischen 1397 und 1418 in Irland geschrieben wurde. Es wird heute in der Royal Irish Academy aufbewahrt (MS 23 P 2). Der Name leitet sich von Lecan Castle ab, wo das Buch entstand, heute nur mehr eine Ruine im Westen des County Sligo; es darf nicht mit dem Leabhar Buidhe Lecain („Das Gelbe Buch von Lecan“) verwechselt werden.

## Inhalt
Leabhar Mór Leacain ist in Mittelirischer Sprache abgefasst, als Autor wird Ádhamh Ó Cuirnín genannt. Er hat Teile des Lebor Laignech („Das Buch von Leinster“), des Lebor Gabála Érenn (Das Buch der Landnahmen Irlands), der Dindsenchas („Ortsnamentraditionen“), Bansenchas („Überlieferungen von den Frauen“) und des Lebor na Cert (Das Buch der Rechte) für sein Manuskript verwendet.
König James II. von England ließ das Buch in das Irish College in Paris bringen, erst 1787 wurde es nach Irland zurückgebracht und kam schließlich in die Royal Irish Academy. Im Zuge dieser Verbringungen gingen 1724 die ersten neun Folios des 30-bändigen Werkes verloren. Auch die übrigen Seiten sind sehr beschädigt, da sie irgendwann mit einer öligen Substanz in Kontakt kamen.